# The Ultimate Fighter: A New World Champion
The Ultimate Fighter 26 (também conhecido como  The Ultimate Fighter: A New World Champion) é um reality show produzido pelo Ultimate Fighting Championship (UFC), da série The Ultimate Fighter.
As eliminatórias foram anunciadas em 3 de maio, e agendadas 20 dias depois. Esta temporada contará exclusivamente com a divisão peso-mosca-feminino, com o objetivo de coroar a campeã inaugural peso-mosca-feminino do UFC no final da temporada. Todas as mulheres que estavam atualmente com contrato assinado no UFC foram autorizadas a enviar seus nomes para o torneio, assim como as lutadoras que não possuem vínculo com a organização.
A notícia aconteceu apenas alguns meses depois que o presidente do UFC, Dana White, disse aos repórteres em Las Vegas que o UFC não tinha planos de instituir mais divisões femininas em 2017, além do peso-pena-feminino. Também cancelou os planos de que o UFC anteriormente tinha, de realizar o TUF 26 com lutadoras do peso-palha-feminino, peso-galo-feminino e lutadores do peso-médio.
Os treinadores desta temporada foram anunciados no dia 13 de julho: o ex-Campeão Peso Leve do Bellator e ex-Campeão Peso-Leve do UFC, Eddie Alvarez, contra o ex-Campeão Peso Leve do WSOF, Justin Gaethje. O elenco foi anunciado oficialmente em 5 de agosto, incluindo a Campeã Peso-Mosca Inaugural do Invicta FC, Barb Honchak, a participante do The Ultimate Fighter: Team Rousey vs. Team Tate, Roxanne Modafferi, e a ex-Campeã Peso-Galo do Invicta FC e atual lutadora do UFC, Lauren Murphy.

## Elenco

### Equipes
| Equipe Alvarez: - Eddie Alvarez, Treinador Principal - Mark Henry - Zabit Magomedsharipov - Marlon Moraes - Corey Anderson - Rich Pohler | Equipe Gaethje: - Justin Gaethje, Treinador Principal - Trevor Wittman - Phil Nurse - Matthew Lopez - Luke Caudillo - Jacob Ramos - Vinny Magalhães - Miesha Tate |

### Lutadores
- Equipe Alvarez
  - Barb Honchak, Lauren Murphy, DeAnna Bennett, Melinda Fábián, Christina Marks, Ariel Beck, Sijara Eubanks e Shana Dobson.

- Equipe Gaethje
  - Roxanne Modafferi, Maia Stevenson, Montana Stewart, Emily Whitmire, Rachael Ostovich-Berdon, Karine Gevorgyan, Nicco Montaño e Gillian Robertson.

## Chave do Torneio
|  | Elimination Round          | Elimination Round          |                       |      | Quartas de final | Quartas de final |  |  | Semifinais | Semifinais |  |  | Final | Final |
|  |                            |                            |                       |      |                  |                  |  |  |            |            |  |  |       |       |
|  |                            |                            |                       |      |                  |                  |  |  |            |            |  |  |       |       |
|  |                            |                            |                       |      |                  |                  |  |  |            |            |  |  |       |       |
|  | 1 Roxanne Modafferi        | TKO                        |                       |      |                  |                  |  |  |            |            |  |  |       |       |
|  | 1 Roxanne Modafferi        | TKO                        |                       |      |                  |                  |  |  |            |            |  |  |       |       |
|  | 16 Shana Dobson            | 1                          |                       |      |                  |                  |  |  |            |            |  |  |       |       |
|  | 16 Shana Dobson            | 1                          | 1 Roxanne Modafferi   | TKO  |                  |                  |  |  |            |            |  |  |       |       |
|  |                            |                            | 1 Roxanne Modafferi   | TKO  |                  |                  |  |  |            |            |  |  |       |       |
|  |                            | 8 Emily Whitmire           | 1                     |      |                  |                  |  |  |            |            |  |  |       |       |
|  | 8 Emily Whitmire           | 8 Emily Whitmire           | 1                     | FIN  |                  |                  |  |  |            |            |  |  |       |       |
|  | 8 Emily Whitmire           |                            |                       | FIN  |                  |                  |  |  |            |            |  |  |       |       |
|  | 9 Christina Marks          | 1                          |                       |      |                  |                  |  |  |            |            |  |  |       |       |
|  | 9 Christina Marks          | 1                          | 1 Roxanne Modafferi   | 3    |                  |                  |  |  |            |            |  |  |       |       |
|  |                            |                            | 1 Roxanne Modafferi   | 3    |                  |                  |  |  |            |            |  |  |       |       |
|  |                            | 12 Sijara Eubanks          | DU                    |      |                  |                  |  |  |            |            |  |  |       |       |
|  | 5 Maia Stevenson           | 12 Sijara Eubanks          | DU                    | 2    |                  |                  |  |  |            |            |  |  |       |       |
|  | 5 Maia Stevenson           |                            |                       | 2    |                  |                  |  |  |            |            |  |  |       |       |
|  | 12 Sijara Eubanks          | FIN                        |                       |      |                  |                  |  |  |            |            |  |  |       |       |
|  | 12 Sijara Eubanks          | FIN                        | 12 Sijara Eubanks     | KO   |                  |                  |  |  |            |            |  |  |       |       |
|  |                            |                            | 12 Sijara Eubanks     | KO   |                  |                  |  |  |            |            |  |  |       |       |
|  |                            | 4 DeAnna Bennett           | 1                     |      |                  |                  |  |  |            |            |  |  |       |       |
|  | 4 DeAnna Bennett           | 4 DeAnna Bennett           | 1                     | TKO  |                  |                  |  |  |            |            |  |  |       |       |
|  | 4 DeAnna Bennett           |                            |                       | TKO  |                  |                  |  |  |            |            |  |  |       |       |
|  | 13 Karine Gevorgyan        | 1                          |                       |      |                  |                  |  |  |            |            |  |  |       |       |
|  | 13 Karine Gevorgyan        | 1                          | 1 Roxanne Modafferi * | 5    |                  |                  |  |  |            |            |  |  |       |       |
|  |                            |                            | 1 Roxanne Modafferi * | 5    |                  |                  |  |  |            |            |  |  |       |       |
|  |                            | 14 Nicco Montaño           | DU                    |      |                  |                  |  |  |            |            |  |  |       |       |
|  | 2 Barb Honchak             | 14 Nicco Montaño           | DU                    | TKO  |                  |                  |  |  |            |            |  |  |       |       |
|  | 2 Barb Honchak             |                            |                       | TKO  |                  |                  |  |  |            |            |  |  |       |       |
|  | 15 Gillian Robertson       | 2                          |                       |      |                  |                  |  |  |            |            |  |  |       |       |
|  | 15 Gillian Robertson       | 2                          | 2 Barb Honchak        | DU   |                  |                  |  |  |            |            |  |  |       |       |
|  |                            |                            | 2 Barb Honchak        | DU   |                  |                  |  |  |            |            |  |  |       |       |
|  |                            | 10 Rachael Ostovich-Berdon | 2                     |      |                  |                  |  |  |            |            |  |  |       |       |
|  | 7 Melinda Fabian           | 10 Rachael Ostovich-Berdon | 2                     | 1    |                  |                  |  |  |            |            |  |  |       |       |
|  | 7 Melinda Fabian           |                            |                       | 1    |                  |                  |  |  |            |            |  |  |       |       |
|  | 10 Rachael Ostovich-Berdon | FIN                        |                       |      |                  |                  |  |  |            |            |  |  |       |       |
|  | 10 Rachael Ostovich-Berdon | FIN                        | 2 Barb Honchak        | 3    |                  |                  |  |  |            |            |  |  |       |       |
|  |                            |                            | 2 Barb Honchak        | 3    |                  |                  |  |  |            |            |  |  |       |       |
|  |                            | 14 Nicco Montaño           | DU                    |      |                  |                  |  |  |            |            |  |  |       |       |
|  | 6 Montana Stewart          | 14 Nicco Montaño           | DU                    | 'FIN |                  |                  |  |  |            |            |  |  |       |       |
|  | 6 Montana Stewart          |                            |                       | 'FIN |                  |                  |  |  |            |            |  |  |       |       |
|  | 11 Ariel Beck              | 1                          |                       |      |                  |                  |  |  |            |            |  |  |       |       |
|  | 11 Ariel Beck              | 1                          | 6 Montana Stewart     | 2    |                  |                  |  |  |            |            |  |  |       |       |
|  |                            |                            | 6 Montana Stewart     | 2    |                  |                  |  |  |            |            |  |  |       |       |
|  |                            | 14 Nicco Montaño           | DU                    |      |                  |                  |  |  |            |            |  |  |       |       |
|  | 3 Lauren Murphy            | 14 Nicco Montaño           | DU                    | 2    |                  |                  |  |  |            |            |  |  |       |       |
|  | 3 Lauren Murphy            |                            |                       | 2    |                  |                  |  |  |            |            |  |  |       |       |
|  | 14 Nicco Montaño           | DU                         |                       |      |                  |                  |  |  |            |            |  |  |       |       |
|  | 14 Nicco Montaño           | DU                         |                       |      |                  |                  |  |  |            |            |  |  |       |       |

- Eubanks foi retirada da final devido a complicações de peso e foi substituida por Modafferi.

|       |  | Team Alvarez        |
|       |  | Team Gaethje        |
| DU    |  | Decisão Unânime     |
| DM    |  | Decisão Majoritária |
| DD    |  | Decisão Dividida    |
| FIN   |  | Finalização         |
| (T)KO |  | Nocaute (Técnico)   |

## Finale
The Ultimate Fighter 26 Finale (também conhecido como The Ultimate Fighter: A New World Champion Finale) foi um evento de artes marciais mistas promovido pelo Ultimate Fighting Championship, realizado no dia 1 de dezembro de 2017, no Monte Carlo Resort, em Paradise, Nevada, parte da Área Metropolitana de Las Vegas.

## Card Oficial
Nota 1 Pelo Cinturão Peso-Mosca-Feminino Inaugural do UFC.

## Bônus da Noite
- Luta da Noite:  Nicco Montaño vs.  Roxanne Modafferi
- Performance da Noite:  Gerald Meerschaert e  Brett Johns